# Ungn-Tioriaczi
Ungn-Tioriaczi (ros. Унгн-Тёрячи) – osiedle w Rosji, w Kałmucji, w rejonie małodierbietowskim. W 2021 liczyło 230 mieszkańców.